# Place Dauphine
Place Dauphine (Dauphinovo náměstí) je náměstí v Paříži. Nachází se v 1. obvodu na ostrově Cité. Bylo postaveno po Place des Vosges jako druhé královské náměstí v Paříži.

## Poloha
Place Dauphine zaujímá trojúhelníkový prostor v západním cípu ostrova Cité. Západní špice trojúhelníku směřuje skrz ulici Rue Henri-Robert do středu mostu Pont Neuf, východní základnu tvoří ulice Rue de Harlay, která náměstí odděluje od Justičního paláce. Na zbývajících dvou stranách náměstí je řada budov oddělující prostor od nábřeží Quai de l'Horloge na severu a Quai des Orfèvres na jihu.

## Historie
Náměstí bylo při svém založení pojmenováno na počest dauphina, budoucího krále Ludvíka XIII. V roce 1792 za Velké francouzské revoluce bylo přejmenováno na Place de Thionville. Svůj původní název získalo opět v roce 1814.
Náměstí se nachází na místě bývalých ostrovů Passeur aux Vaches, Gourdaine a Židovský ostrov, kde byl 11. března 1314 upálen Jacques de Molay, velmistr řádu templářů. Při stavbě Pont Neuf v letech 1578-1607 byly malé ostrovy připojeny k ostrovu Cité. Most nechal postavit francouzský král Jindřich IV., který také v roce 1607 po zprovoznění mostu Pont Neuf rozhodl o vytvoření rezidenčního náměstí na bývalých ostrovech.
Panovník pronajal pozemky Achillu de Harley, prezidentu pařížského parlamentu jako odměnu za jeho věrné služby v boji proti Katolické lize. Ten dostal povolení k vytvoření trojúhelníkového náměstí, druhého založeného královského náměstí v Paříži. Domy měly být postaveny ve stejném stylu jako na Place Royale (dnešní Place des Vosges): dvoupodlažní domy s podloubím, kde se nacházely obchody, pilíře arkád zdobené kamennou bosáží a domy z cihel s břidlicovou střechou. Počet domů byl stanoven na 32 po celém obvodu náměstí.
Achille Harley po zaplacení poplatku zahájil výstavbu v květnu 1607 a rozprodal pozemky jednotlivcům. Náměstí bylo celé uzavřeno, mělo jen dva průchody, z nichž se dochoval ten na západní straně, který vedl k jezdecké soše Jindřicha IV. Protože však král neuložil povinnost novým vlastníkům uchovat původní tvar domů, nebylo nařízení postupem doby respektováno a vzhled náměstí tak dnes není jednotný.

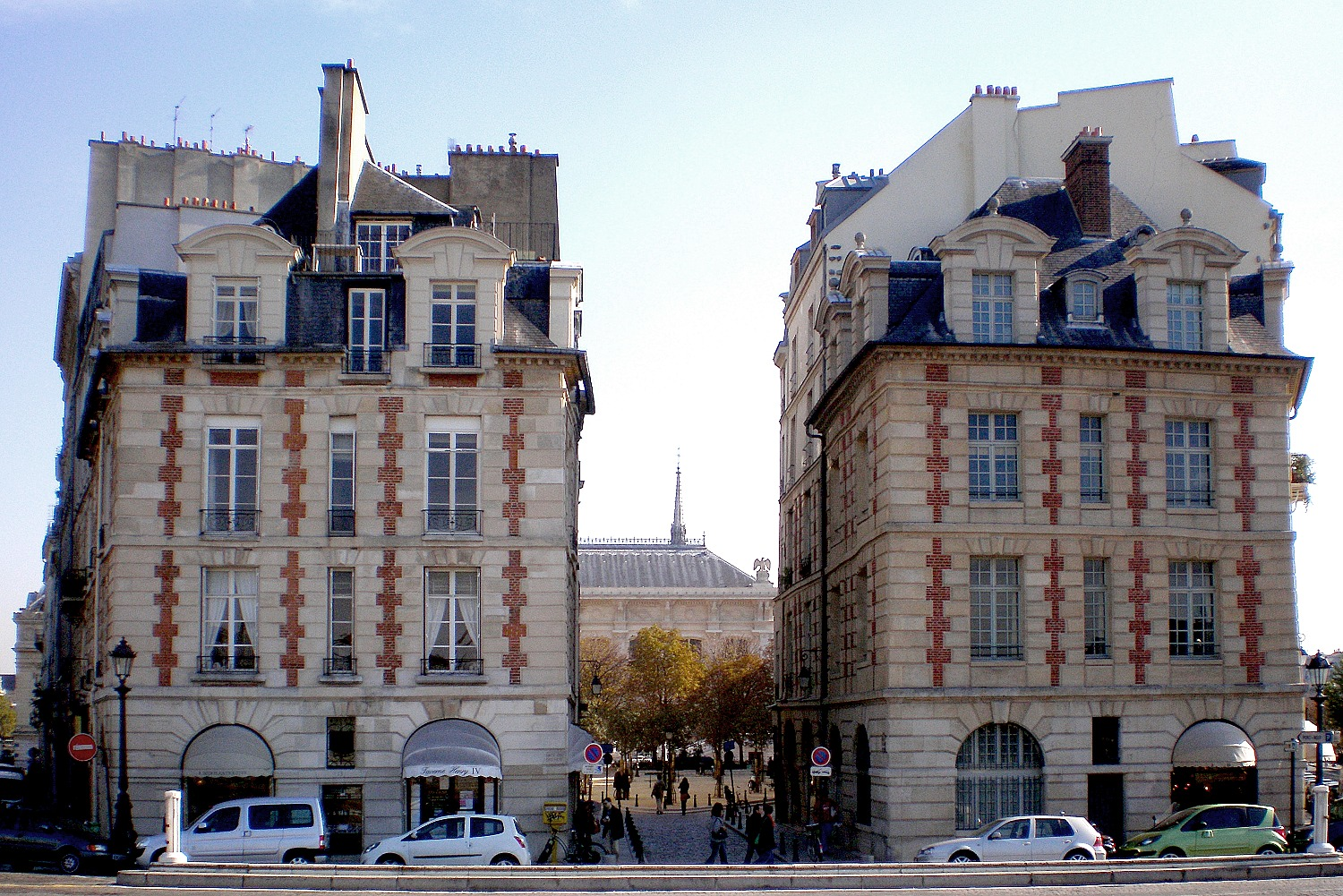
Poslední budovy zachované podle původních plánů

Z plánovaných 32 stejných domů tak dnes zůstaly zachovány jen dvě krajní budovy u Pont Neuf. Ostatní budovy byly buď přestavěny nebo zbořeny a nahrazeny jinými. Naproti těmto dvěma původním domům se na Square du Vert-Galant nachází bronzová jezdecká socha Jindřicha IV. odhalená 25. srpna 1818 (původní byla roztavena během Francouzské revoluce). V roce 1874 byla zbořena celá fronta domů do ulice Rue de Harley (tvořící základnu trojúhelníkového náměstí), aby se uvolnila zadní fasáda Justičního paláce postaveného roku 1854. Na tomto místě jsou dnes zasazené stromy. Tím byla zcela narušena koncepce celého náměstí.
Uprostřed náměstí se v letech 1803-1874 nacházela Desaixova fontána postavená na počest generála Desaixe, který zemřel v bitvě u Marenga v roce 1800.

## Ochrana
Samotné náměstí je chráněno jako historická památka od roku 1950, stejně tak je chráněno mnoho budov, které ho lemují. Na liché (jižní) straně jsou to domy č. 13, 15 (v tomto domě žili Simone Signoretová a Yves Montand), 17, 19-21, 23, 25, 27, 29 a 31 a na sudé (severní) straně č. 12, 14, 16, 24, 26 a 28.

## Náměstí v kultuře
Dauphinovo náměstí je zmiňováno v literatuře, např. v básni La Main de gloire Gérarda de Nerval nebo v románu Les Dieux ont soif (Bohové žízní) Anatola France. Malý odkaz se nachází rovněž v románu Kaput italského spisovatel Curzia Malaparta. André Breton umístil na náměstí část děje svého románu Nadja.
V hudbě Jacques Dutronc cituje náměstí v písni Il est cinq heures, Paris s'eveille z roku 1968. Yves Simon, který na náměstí žil, je zmiňuje ve své písni Nous nous sommes tant aimés.